# José Batlle y Ordóñez
José Pablo Torcuato Batlle y Ordóñez (Montevideo, 21. svibnja 1856. – Montevideo, 20. listopada 1929.), novinar, političar i predsjednik Urugvaja. Godine 1899. izabran je na nekoliko tjedana za privremenog predsjednika, a kasnije je izabran u dva mandata, od 1903. do 1907. godine i od 1911. do 1915. godine.

## Obitelj
Članovi obitelji Batlle bili su jedni od najistaknutijih članova stranke Colorado. José je bio sin bivšeg predsjednika Lorenza Batllea y Graua. Njegova djeca César, Rafael i Lorenzo su kasnije aktivno sudjelovali u politici. Stric je bivšeg urugvajskoj predsjednika Luisa Batllea Berresa i prastric predsjednika Jorgea Batllea.
Bio je istaknuti novinar, koji je osnovao novine El Día (1886.). Batlle je koristio svoje novine kao političku platforma za kritiziranje svojih protivnike i promoviranje svog reformističkog programa.

## Predsjedništvo

### Prvi mandat
Godine 1904. uspješno je okončan isprekidani Urugvajski građanski rat koji je trajao mnogo godina.
Tijekom mandata Batlle y Ordóñeza, sekularizacija je postala veliki politički problem. U Urugvaju je zabranjeno isticanje raspela u bolnicama od 1906. godine te su eliminirane reference na Boga i Evanđelja u javnim zakletvama. On je vodio urugvajsku delegaciju na Drugoj haaškoj konvenciji te je bio poznat tamo po svojim mirovnim prijedlozima. Velik dio vremena, između njegova dva mandata, proveo je na putovanja kroz Europu tražeći ideje za nove političke i društvene reforme.

### Drugi mandat
Godine 1913., Batlle predlaže reorganizaciju vlade koja bi zamijenila predsjedništvo od devet članova Nacionalnog vijeća za upravu. Batlleov prijedlog je odbijen na referendumu 1916. godine, ali je ipak uspio uspostaviti model u kojem je izvršna vlast podijeljena između Predsjedništva i Nacionalnog vijeća za javnu upravu.

### Gospodarstvo
Tijekom Batlleovog drugog mandata, započinje novi pokret tzv. Batlizam (Batllismo): usklađeno državno djelovanje protiv stranog gospodarskog imperijalizma. U to vrijeme borio se za stvari kao što su: naknadu za nezaposlene (1914.), osmosatno radno vrijeme (1915.) i opće pravo glasa. Kao predsjednik, Battle je predstavio širok spektar reformi u područjima kao što su socijalna sigurnost i radni uvjeti.
Sve je to dovelo do velike uključenosti vlade u gospodarstvo. Privatni monopoli su pretvoreni u državne monopole te je uvedeno plaćanje carine na strane proizvode, uključujući strojeve i uvezene sirovine.

### Obrazovanje
Obrazovanje je započelo proces velike ekspanzije od sredine do kraja 19. stoljeća. Ono je postala ključ uspjeha za srednju klasu. Sama država je odobrila besplatno visoko obrazovanje i otvorila više srednjih škola u zemlji. Sveučilišta su bila također otvoren za žene, a upis na sveučilišta bili su povećani u cijeloj zemlji.

## Ostavština
- Gradski park i četvrt Montevidea su dobili ime po njemu.
- Jedan grad u departmanu Lavalleja Department je nazvan po njemu.